# Partito della Gioventù Cinese
Il Partito della Gioventù Cinese (YCP), noto anche come Partito della Giovane Cina (in lingua cinese 中國青年黨) è un piccolo partito della Repubblica di Cina. Prima della fine della legge marziale, era, con il Kuomintang e il Partito Socialista Democratico Cinese, uno dei tre partiti politici legali nella Repubblica di Cina.

## Storia
Lo YCP venne fondato da un gruppo di studenti cinesi a Parigi il 2 dicembre 1923. Il nome fu ispirato dai Giovani Turchi. Data la condizione indebolita della Cina, nei primi anni 1920, la piattaforma principale dello YCP era quella di difendere l'eliminazione dei signori della guerra cinesi e istituire un forte governo centrale. Promosse anche un programma nazionalista incentrato sull'abolizione dei privilegi speciali e delle extraterritorialità che le potenze straniere avevano ottenuto in Cina durante gli ultimi anni della dinastia Qing. Era anche fortemente anti comunista. 
Zeng Qi, il primo presidente del partito, e altri fondatori come Li Huang, He Luzhi (何魯之) e Li Buwei (李不韙) tornarono in Cina a partire dal 1924. A quel punto lo YCP creò una organizzazione a Shanghai, in altre città cinesi, e nelle comunità cinesi d'oltremare nel sud-est asiatico. Fin dalla sua fondazione, la forza dello YCP era costituita principalmente da studenti e intellettuali.
Nato inizialmente come Corpi della gioventù nazionale di Cina, lo YCP acquisì il suo nome attuale durante la sua quarta convenzione nazionale, nel settembre del 1929. Durante la Spedizione del Nord, il partito sostenne i signori della guerra del nord perché si opponevano ai comunisti all'interno del Primo Fronte Unito. Dopo l'epurazione anticomunista, resistettero al KMT a causa dello stato monopartitico.
Il partito venne bandito dopo che i nazionalisti salirono al potere, nel 1928, e lo YCP rifiutò l'offerta di Chiang Kai-shek di unire i due partiti. I nazionalisti lo denunciarono come un signore della guerra a causa dei loro primi tentativi falliti di reclutare Wu Peifu, e per la loro opposizione alla Spedizione del Nord. I comunisti li chiamavano  fascisti perché i loro capi avevano legami con un fascista francese e per il loro stridente anticomunismo. Lo YCP si considerava un partito conservatore democratico parlamentare.
Il partito aveva sede in Manciuria sotto la protezione di Zhang Xueliang. Dopo l'invasione giapponese della Manciuria nel 1931, lo YCP chiese un'immediata dichiarazione di guerra, in contrasto con la riluttanza del governo nazionalista a una dichiarazione di guerra formale e all'avvio di ostilità. Lo YCP si unì al fronte unito anti-giapponese, nel 1937, per sostenere il governo nazionale. Dopo l'inizio della guerra su vasta scala, lo YCP cooperò strettamente con il Kuomintang (KMT) nella lotta all'aggressione militare giapponese. Si unì alla Lega Democratica Cinese, un gruppo ombrello di piccoli partiti democratici. Nei primi anni della guerra, il partito divenne il terzo più grande, dopo il GMD e il PCC, tuttavia uno storico informato definì l'organizzazione del partito "estremamente debole". I membri erano amici personali di Zhang Junmai, molti dei quali erano stati seguaci di Liang Qichao, o dei suoi ex studenti. Qian Duansheng criticò Zhang definendolo "né un organizzatore né un uomo in grado di scegliere uomini capaci di organizzare al posto suo". John Melby, un diplomatico americano che conobbe Zhang durante la guerra, sentiva che questi era "irrealistico", come suo fratello Chang Kia-ngau, "aveva la testa dura". Come studioso, Melby ammise che Zhang era "molto intelligente e ben istruito", ma come politico era "utopico" e "inefficiente".
Nell'aprile 1945, uno dei fondatori dello YCP, Li Huang, fu nominato tra i delegati della Repubblica di Cina alla Conferenza di San Francisco in cui fu creata l'Organizzazione delle Nazioni Unite. Il partito lasciò il CDL quando divenne pro-comunista dopo la guerra.
Durante le prime elezioni generali a livello nazionale, nel 1947, lo YCP ottenne oltre 100 seggi nell'Assemblea nazionale e 16 nello Yuan legislativo. Durante la formazione del primo governo costituzionale, nel 1948, Chen Qitian (陳啓 天) dello YCP fu nominato ministro del commercio e dell'industria e il capo del partito, Zuo Shunsheng (左 舜生), ministro dell'agricoltura e foreste.
Dopo la Rivoluzione comunista cinese, molti dei capi e dei membri dello YCP si trasferirono all'estero o a Taiwan con il governo centrale, sebbene il quartier generale dello YCP si trasferì ufficialmente a Taipei solo nel 1969. Lo YCP cooperò strettamente con il KMT dopo il 1949 ed ottenne continuamente posti nell'Assemblea nazionale, nello Yuan legislativo e in quello di controllo fino alla fine degli anni 1980.
Date le sue basi intellettuali, lo YCP pose grande enfasi sui periodici e stampò diversi libri di riferimento sulla storia e le piattaforme del partito. Fra questi: "Breve storia del Partito della giovane Cina", "Biografia dei membri del passato dello YCP", Cinquant'anni del Partito della Gioventù Cinese" e "La prova del nazionalismo", tutti pubblicati nei primi anni 1970 in occasione del 50º anniversario dalla fondazione del partito. Lo YCP pubblicò anche periodici come il quindicinale "Marea democratica" e i mensili "Nazione moderna, tribuna nazionale" e "Leone risvegliato".
Negli anni 1990, il partito perse tutti i seggi e non riuscì ad ottenere rappresentanze elettive dopo la transizione democratica di Taiwan.
Recentemente, il partito ha partecipato alle elezioni legislative del 2020, ma, di nuovo, non ha guadagnato nessun seggio.